# ARL6

## وصف
ARL6‏ (ADP ribosylation factor like GTPase 6) هوَ بروتين يُشَفر بواسطة جين ARL6 في الإنسان.